# Liste der Stolpersteine in Waldheim

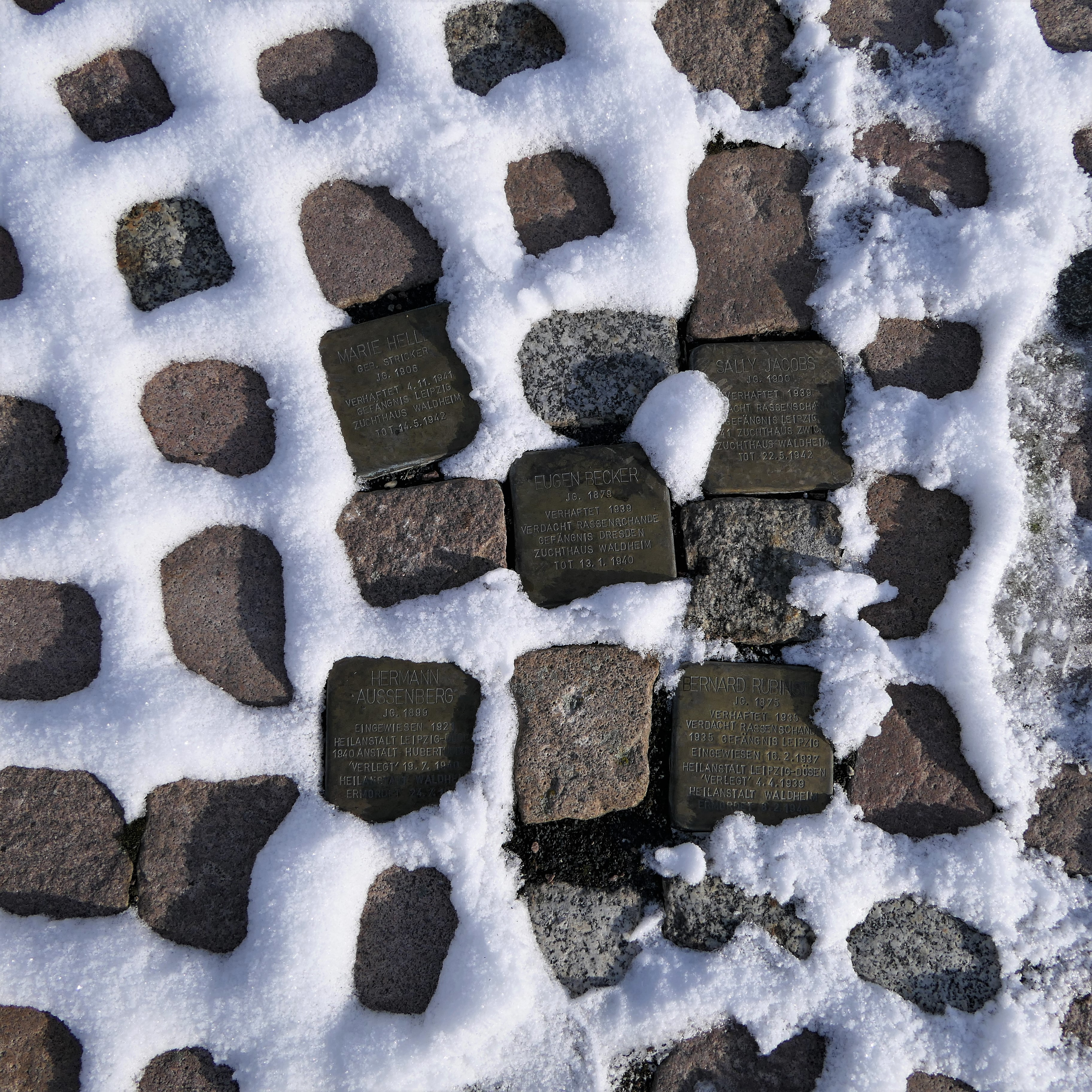
Fünf Stolpersteine im Schnee am Augustinerplatz

Die Liste der Stolpersteine in Waldheim enthält sämtliche Stolpersteine, die im Rahmen des gleichnamigen Kunst-Projektes von Gunter Demnig in Waldheim im Landkreis Mittelsachsen verlegt wurden.

## Hintergrund
Mit diesen Gedenksteinen soll Opfern des Nationalsozialismus gedacht werden, die in Waldheim lebten und wirkten. Die ersten 3 Stolpersteine wurden im November 2015 eingesetzt, weitere fünf im September 2017. Insgesamt wurden bisher 9 Stolpersteine an 3 Adressen verlegt.

## Liste der Stolpersteine in Waldheim
Zusammengefasste Adressen zeigen an, dass mehrere Stolpersteine an einem Ort verlegt wurden. Die Tabelle ist teilweise sortierbar; die Grundsortierung erfolgt alphabetisch nach der Adresse. Die Spalte Person, Inschrift wird nach dem Namen der Person alphabetisch sortiert.
| Bild | Person, Inschrift | Adresse                | Verlegedatum  | Kurzvita / Anmerkungen |
| ---- | --- | ---------------------- | ------------- | ---------------------- |
|      | In Waldheim wohnte Eugen Heymann Jg. 1885 verhaftet 25.4.1940 Sachsenhausen ermordet 5.6.1940 | Augustinerplatz (Lage) | 11. Nov. 2015 |                        |
|      | Bernhard Rubinstein Jg. 1875 verhaftet 1935 Theresienstadt Verdacht Rassenschande 1935 Gefängnis Leipzig eingewiesen 16.2.1937 Heilanstalt Leipzig-Dösen ‘verlegt‘ 4.4.1939 Heilanstalt Waldheim ermordet 8.2.1940 | Augustinerplatz (Lage) | 7. Sep. 2017  |                        |
|      | Eugen Becker Jg. 1879 verhaftet 1939 Verdacht Rassenschande Gefängnis Dresden Zuchthaus Waldheim tot 13.1.1940 | Augustinerplatz (Lage) | 7. Sep. 2017  |                        |
|      | Hermann Aussenberg Jg. 1899 eingewiesen 1921 Heilanstalt Leipzig-Dösen 1940 Anstalt Hubertusburg ‘verlegt‘ 19.7.1940 Heilanstalt Waldheim ermordet 24.7.1940                                                       | Augustinerplatz (Lage) | 7. Sep. 2017  |                        |
|      | Marie Heller geb. Stricker Jg. 1906 verhaftet 4.11.1941 Gefängnis Leipzig Zuchthaus Waldheim tot 14.5.1942 | Augustinerplatz (Lage) | 7. Sep. 2017  |                        |
|      | Sally Jacobs Jg. 1900 verhaftet 1939 Verdacht Rassenschande Gefängnis Leipzig 1941 Gefängnis Zwickau Zuchthaus Waldheim tot 22.5.1942                                                                              | Augustinerplatz (Lage) | 7. Sep. 2017  |                        |
|      | Hier wohnte Josef Kosterlitz Jg. 1899 deportiert 1943 Theresienstadt 1944 Auschwitz ermordet | Mittelgäßchen (Lage)   | 11. Nov. 2015 |                        |
|      | Jenny Kosterlitz geb. Helft Jg. 1898 deportiert 1943 Theresienstadt 1944 Auschwitz ermordet | Mittelgäßchen (Lage)   | 11. Nov. 2015 |                        |
|      | Hier wohnte Aron Adalbert Kosterlitz Jg. 1907 deportiert 1942 Belcyze ermordet | Mittelgäßchen (Lage)   | 11. Nov. 2015 |                        |